# Schnottwil
Schnottwil is een gemeente en plaats in het Zwitserse kanton Solothurn en maakt deel uit van het district Bucheggberg.
Schnottwil telt 991 inwoners.

## Externe link

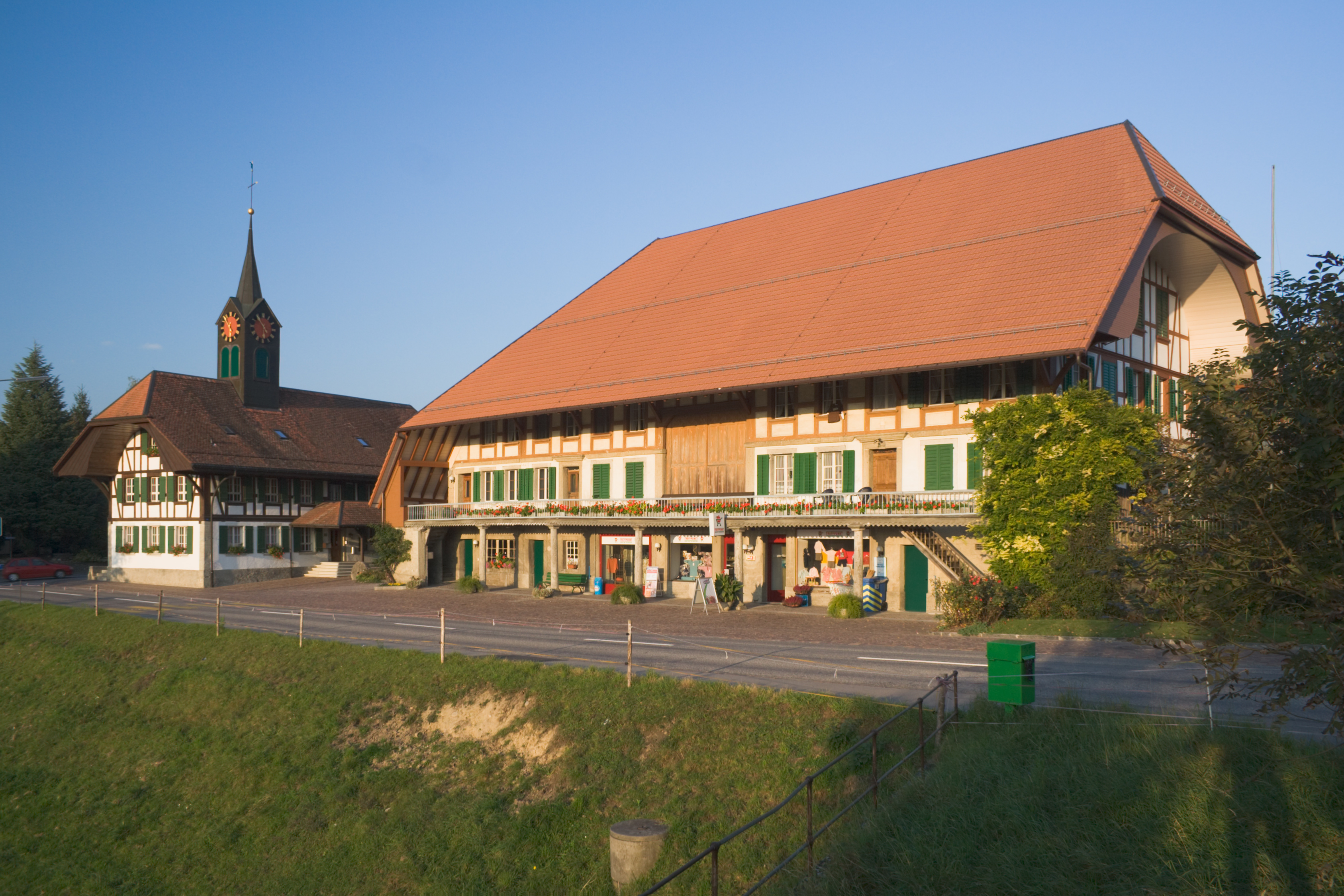
Gemeindehaus